# Watford DC Line

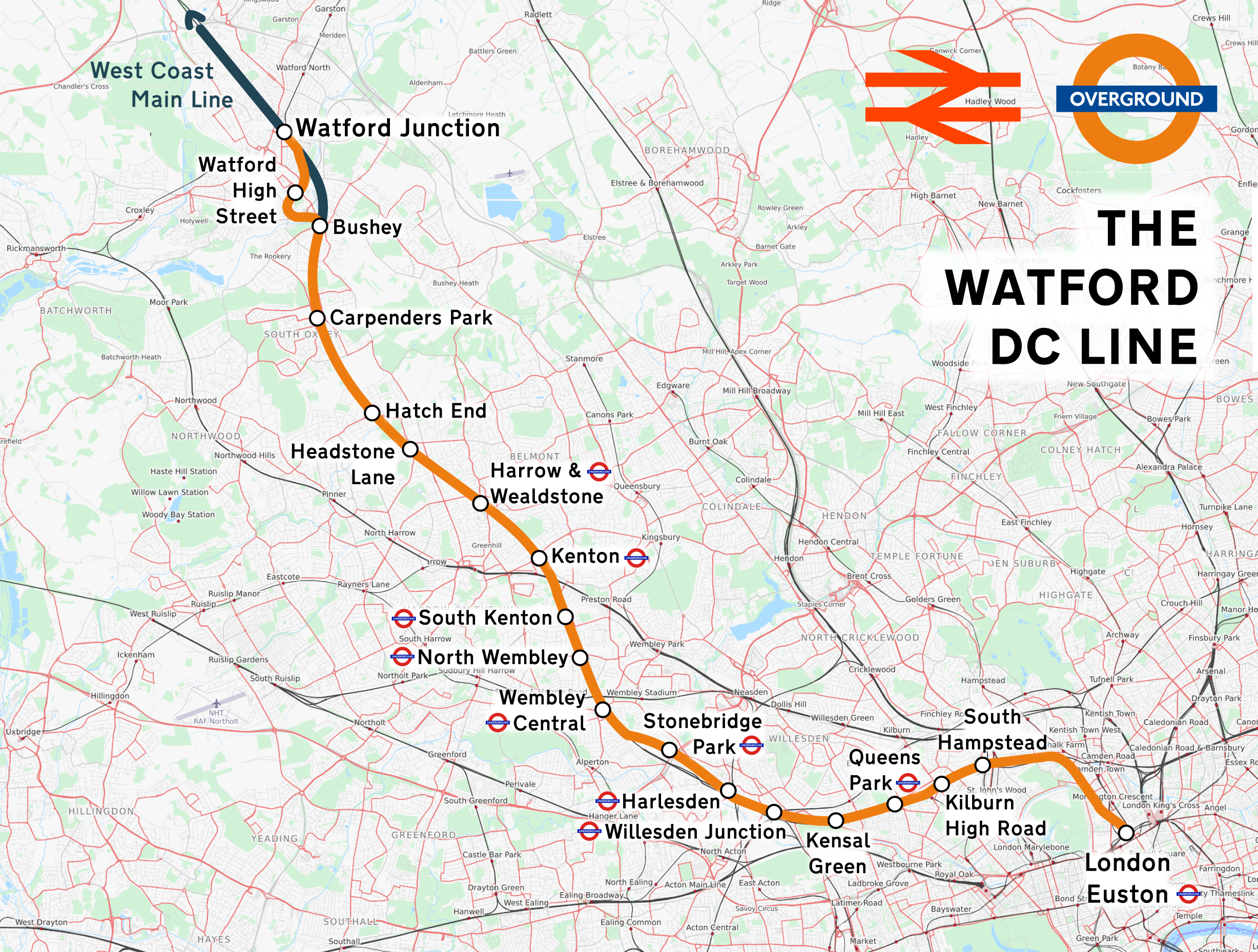
Mapa linii kolejowej

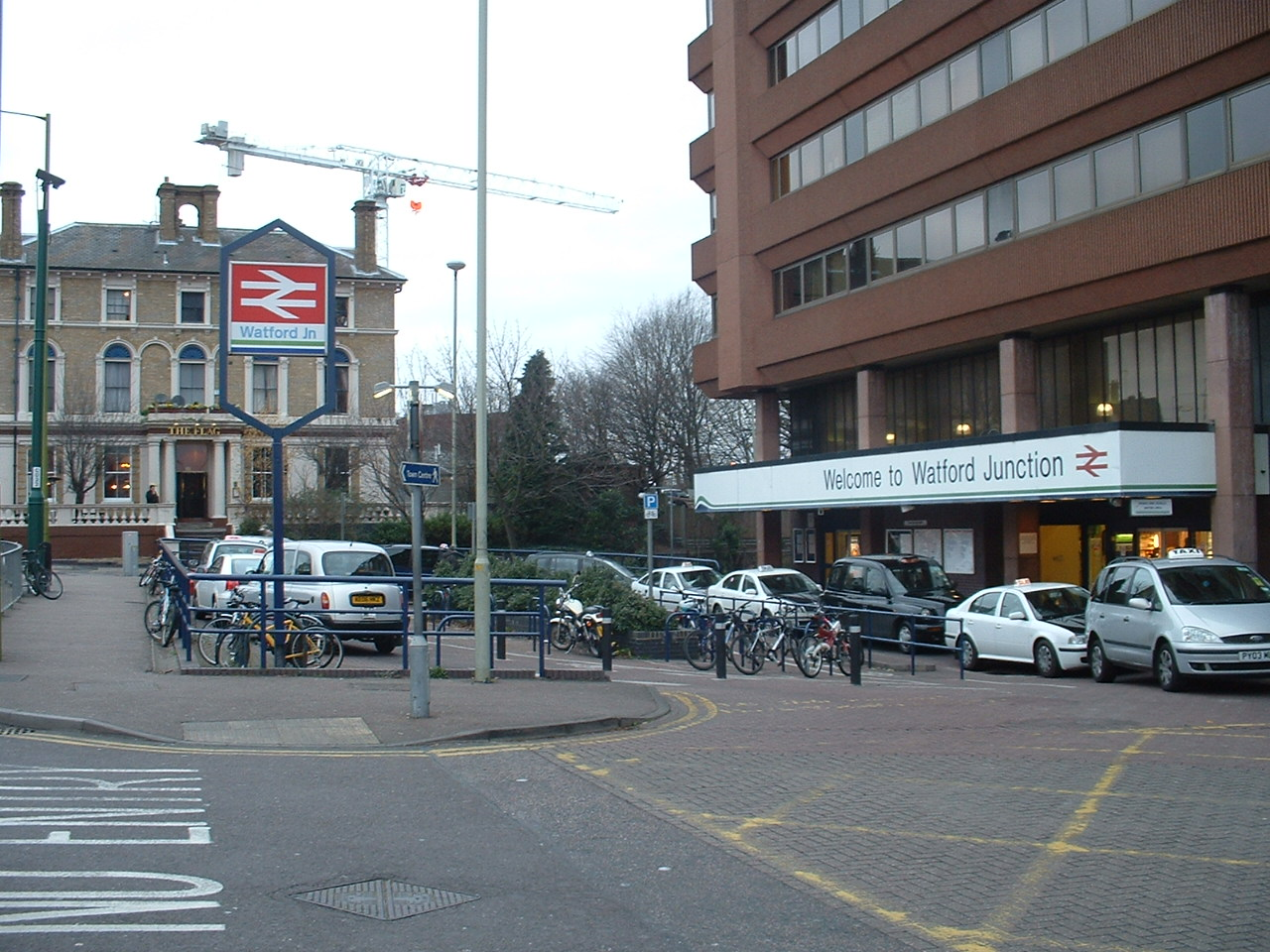
Dworzec Watford Junction - północny kraniec linii

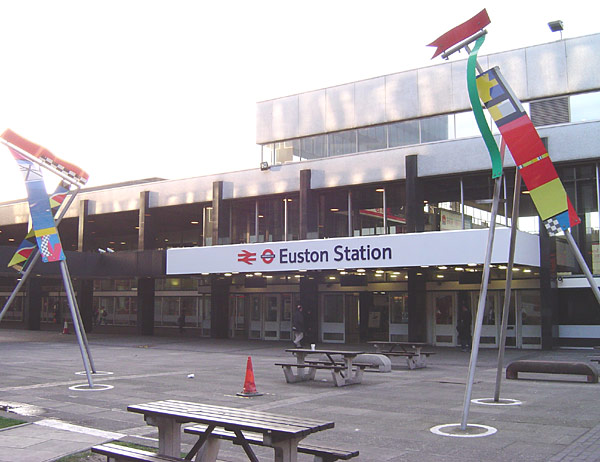
Dworzec Euston w Londynie - kraniec południowy

Watford DC Line – angielska linia kolejowa o charakterze podmiejskim, biegnąca z Watford do Londynu. Na większości swej długości linia biegnie równolegle do dalekobieżnej West Coast Main Line. Na części trasy linia pokrywa się oraz dzieli stacje i tory z należącą do metra londyńskiego Bakerloo Line. Aktualnie przewoźnikiem obsługującym linię jest London Overground, który eksploatuje ją przy pomocy elektrycznych zespołów trakcyjnych typu British Rail Class 378
Obecnie w skład linii wchodzą następujące stacje:
- Watford Junction
- Watford High Street
- Bushey
- Carpenders Park
- Hatch End
- Headstone Lane
- Harrow & Wealdstone
- Kenton
- South Kenton
- North Wembley
- Wembley Central
- Stonebridge Park
- Harlesden
- Willesden Junction
- Kensal Green
- Queen’s Park
- Kilburn High Road
- South Hampstead
- London Euston